# 札达黄耆
札达黄耆（学名：Astragalus tsataensis）是豆科黄芪属的植物，为中国的特有植物。分布于中国大陆的西藏等地，生长于海拔3,000米至3,100米的地区，常生于山坡沙砾地上，目前尚未由人工引种栽培。